# ヴォイジャー (駆逐艦・初代)
ヴォイジャー (HMS Voyager, G36/G16/D31、HMAS Voyager, D31/I31) は、イギリス海軍の駆逐艦。W級。後にオーストラリア海軍の駆逐艦ヴォイジャー (HMAS Voyager) となった。「ヴォイジャー」はW級の中で唯一艦名がVから始まる艦（他はW）であった。艦名は「航海者」に由来し、イギリス海軍及びオーストラリア海軍においてこの名を持つ初の艦である。

## 艦歴
アレクサンダー・スティーヴン・アンド・サンズ社のグラスゴーの造船所で1917年5月17日起工。1918年5月8日に進水し、1918年6月24日に就役した。
1918年7月、「ヴォイジャー」はグランドフリートの第11駆逐艦戦隊に加わった。終戦に伴い1919年3月にグランドフリートが解散されるまで同戦隊に所属し、その後新設された大西洋艦隊第1駆逐艦戦隊に編入された。1919年4月22日、「ヴォイジャー」は戦艦「バーラム」、「マレーヤ」、「ヴァリアント」、「ウォースパイト」を含む13隻のイギリス軍艦によるフランスのシェルブール港訪問に参加した。
1919年6月、「ヴォイジャー」はロシア内戦へのイギリスの介入の一環としてバルト海に配備された。6月2日、「ヴォイジャー」と駆逐艦「ヴィヴァシアス」はペトログラード沖を哨戒中、ロシアの駆逐艦「アザルド」及び「ガヴリール」と遭遇し、機雷原を挟んで遠距離から砲戦を交わしたが双方に損害はなかった。10月12日、第1駆逐艦戦隊はイギリスに帰還してすぐにバルト海へ再出撃を命じられ、「ヴォイジャー」を含む戦隊の駆逐艦の乗員およそ150名から200名が準備を拒否し、79名が艦に復帰しなかった。各艦の乗員は大西洋艦隊の戦艦から補充され、命令どおりに出発できるようにした。10月25日、第1駆逐艦戦隊は西ロシア義勇軍のバルト・ドイツ人部隊の攻撃を受けていた第20駆逐艦戦隊をラトビアの都市リガとリエパーヤで救援した。10月28日、「ヴォイジャー」はリガ近郊のバルト・ドイツ歩兵陣地に20発の砲弾を発射し、11月3日からは駆逐艦「ヴェロックス」及び巡洋艦「ドラゴン」と共にラトビア軍の攻勢を艦砲射撃で支援してバルト・ドイツ人部隊をリガから遠ざけた。この砲撃支援は、敵部隊が射程外まで撤退する11月10日まで続いた。11月16日、「ヴォイジャー」はリガからリエパーヤまで野砲と弾薬を輸送し、激しい戦闘の末、ラトビア軍はイギリス海軍の支援を受けて西ロシア義勇軍の攻撃を撃退することに成功した。
「ヴォイジャー」はアイルランド独立戦争中の1920年5月と1921年1月から3月にかけてアイルランド周辺海域に配備された。1922年1月に「ヴォイジャー」は第5駆逐艦戦隊へ転属し、同年2月には地中海で実施された大西洋艦隊演習に参加した後、続けて複数の寄港を行った。1925年、「ヴォイジャー」を含む第5駆逐艦戦隊は地中海艦隊に編入され、第1駆逐艦戦隊に改称された。1928年7月17日、「ヴォイジャー」はクレタ島とスキロス島の間を航行中に駆逐艦「ヴェンデッタ」と衝突した。両艦は軽微な損傷を受けたため、支援艦「サンドハースト」による応急修理を受け、さらにマルタでより本格的な修理が行われた。「ヴォイジャー」は1929年5月3日から6月15日までデヴォンポートで改装された後、同年7月に地中海へ戻った。しかし、11月6日にマルタを出港して再度イギリス本国に向かった「ヴォイジャー」は11月15日にシェアーネスに到着し、乗員は駆逐艦「ウォーターヘン」に移された。「ヴォイジャー」は1930年1月から9月までチャタムでボイラーを修理し、その後地中海に帰還して第1駆逐艦戦隊に復帰した。「ヴォイジャー」は1932年12月まで第1駆逐艦戦隊に留まり、その後新たに就役した「デインティ」と交代した。「ヴォイジャー」は1933年1月17日にポーツマスで予備役に編入された
1933年、イギリス海軍本部はオーストラリア海軍に貸与している5隻のS級駆逐艦をより性能のよい（ただし少し古い）駆逐艦に置き換えることを決定した。「ヴォイジャー」はその一隻に選ばれ、1933年10月11日にポーツマスでオーストラリア海軍に就役した。「ヴォイジャー」は1944年12月21日にオーストラリアに到着し、1936年4月14日に予備役となるまで平時の任務に従事した。1938年に再就役し、第二次世界大戦が勃発するまでは訓練航海に参加している。

### 第二次世界大戦
1939年10月14日に「ヴォイジャー」はシドニーを離れた。当初はシンガポールに配備される予定であったが、途中で地中海へ送られることになった。「ヴォイジャー」などのオーストラリアの駆逐艦部隊はドイツの宣伝相ヨーゼフ・ゲッベルスに「屑鉄戦隊」と呼ばれた。
「ヴォイジャー」は1940年1月1日から作戦に参加し、最初はアレクサンドリアから船団護衛を行った。4月にはマルタでドック入りした。「ヴォイジャー」は6月18日と19日に潜水艦を攻撃したものの成果は無かったが、6月27日には駆逐艦「デインティ」、「アイレクス」、「デコイ」、「ディフェンダー」とともにイタリア潜水艦「コンソーレ・ジェネラーレ・リウッツィ」を攻撃して降伏させた。また、その二日後にもイタリア潜水艦「ウエビ・セベリ」を沈め乗員を捕虜とした。7月9日、空母「イーグル」の護衛としてカラブリア沖海戦に参加。それに続いてマルタからアレクサンドリアへの船団の護衛に従事した。
7月23日、「ヴォイジャー」で短い水兵の反抗があり、12人が食堂の外で座り込み彼らが問題だとすることが聞き入れられるまで動こうとしなかった。反抗の理由としては、艦の兵装が対空戦用になっていないというものや、艦のカモフラージュを塗りなおせという命令のため上陸の機会が奪われている、と述べられた。艦長がその場で赴き、議論をして問題の解決を図ったが、この反抗の理由やどうやって解決したかについての公式の報告は無く、また水兵に対する処罰も無かった。
「ヴォイジャー」は9月までアレクサンドリアに留まり、それから修理のためマルタへ移動した。10月、クレタ島への基地建設のため補給物資の輸送の従事。1940年残りの期間はマルタへの船団の護衛やリビアの陸上部隊の支援に従事した。
1941年3月、「ヴォイジャー」はラスター作戦（ギリシャへの増援）に参加。続いてギリシャからの撤退作戦（デーモン作戦）に参加。
それから7月に機関の問題が発生するまではトブルクへの輸送作戦に従事した。「ヴォイジャー」はシドニーへ向かい、屑鉄戦隊で地中海を離れた最初の艦となった。1941年9月から1942年3月まで修理が行われ、完了後はオーストラリア周辺で船団護衛に従事した。

### 最期

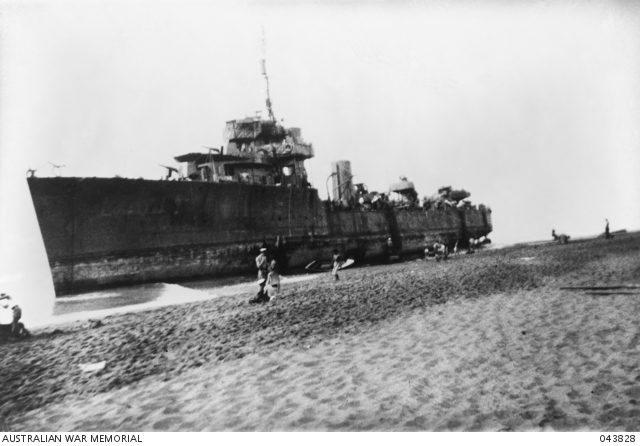
1942年9月23日、擱座直後の「ヴォイジャー」

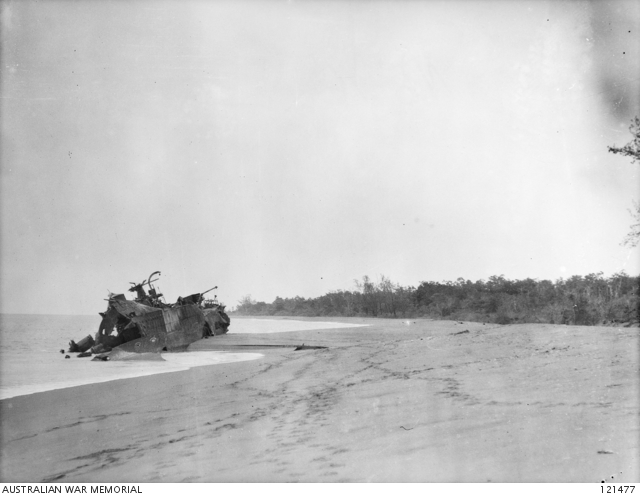
終戦後に撮影された「ヴォイジャー」の残骸

1942年2月の日本軍によるティモール島占領後、当初連合国軍はすべて死亡するか捕虜となったものと思われていたが実際は第2/2独立中隊が他の生き残りのオーストラリア兵やオランダ兵の支援を受けて日本軍に対するゲリラ戦を行っていることが明らかとなった。第2/4独立中隊400名を上陸させ、第2/2独立中隊とポルトガル人の女性や子供を脱出させることを1942年9月に行うことが計画され、それには大きな収容力や速力、不意を付けることが必要であるため駆逐艦の使用が要求されて、これに「ヴォイジャー」が参加することになった。
第2/4独立中隊は1942年9月22日にダーウィンで乗船し、彼らを岸に運ぶための艀や補給品やも積み込まれた。上陸地点であるベタノ湾に「ヴォイジャー」は9月23日18時30分に停泊した。艦の位置がよくなかったため、位置を変えようと碇をあげたところ、「ヴォイジャー」は波に流され座礁してしまった。艦を軽くして離礁を試みるもうまくいかなかった。
9月24日13時30分、座礁している「ヴォイジャー」は2機の日本軍機に発見され、爆撃機は撃墜されたが護衛の戦闘機により報告さた。16時、日本軍の爆撃機が「ヴォイジャー」や岸辺を攻撃。「ヴォイジャー」は完全に破壊されたが乗員は全員無事であった。その後、9月25日20時に掃海艇「カルグーリー」と「ウォーナンブール」により救助された。

## 栄典
「ヴォイジャー」は生涯で合計7個の戦闘名誉章（Battle honours）を受章した。
Darwin 1942・Calabria 1940・Libya 1940–41・Greece 1941・Crete 1941・Mediterranean 1941・Pacific 1942